# Tholus
 (novembre 2015).

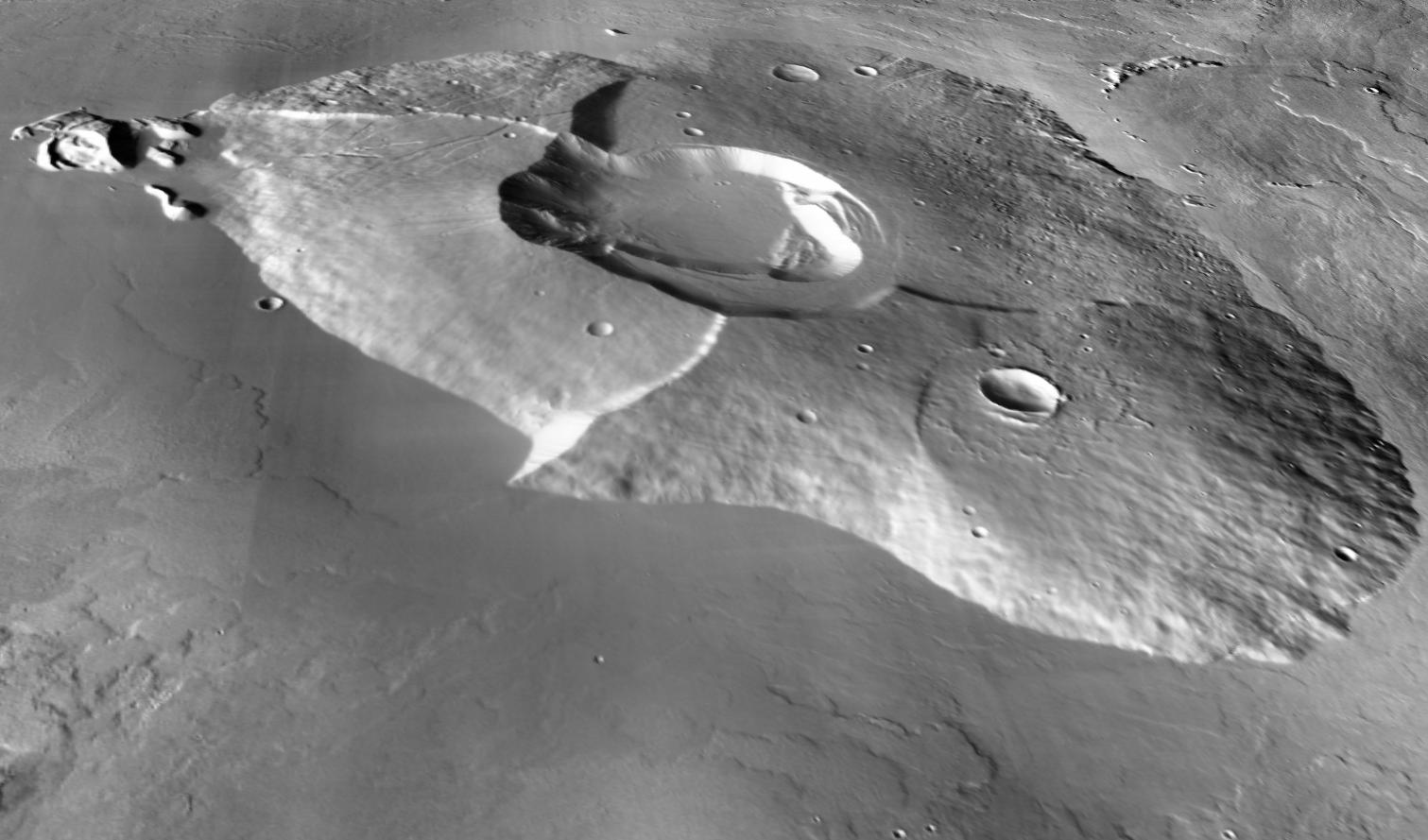
Vue en perspective de Tharsis Tholus.

Tholus (pluriel : tholi) est le nom d'origine latine qui désigne un dôme ou une coupole.
Sur Mars, Vénus, Io, etc., on appelle tholi des montagnes (pour la plupart des volcans aux pentes assez abruptes) plus petites que les montes (souvent des volcans boucliers).